# 392142 Solheim
392142 Solheim è un asteroide della fascia principale. Scoperto nel 2009, presenta un'orbita caratterizzata da un semiasse maggiore pari a 3,1168800 UA e da un'eccentricità di 0,0579223, inclinata di 9,75902° rispetto all'eclittica.